# HD 20675
HD 20675，又名BD+48 893，SAO 38753、HR 1001，是一颗恒星，视星等为5.93，位于銀經146.67，銀緯-6.74，其B1900.0坐标为赤經3h 14m 46.7s，赤緯+48° -6.74′ 42″。